# Deník malého poseroutky
Deník malého poseroutky (anglicky Diary of a Wimpy Kid) je řada knih pro děti i dospělé, které píše a ilustruje americký autor Jeff Kinney, do češtiny díla překládá novinářka Veronika Volhejnová. Co se audioknih týče, v češtině díla dabuje herec Václav Kopta. První díl vyšel ve Spojených státech roku 2007, do roku 2024 vyšlo 19 dílů (a stranou přibylo ještě pár dalších knih: Můj vlastní Deník malého poseroutky, Můj nový! vlastní Deník malého poseroutky a Školní deník malého poseroutky). Série je psána formou deníku hlavního hrdiny Grega Heffleyho, který se svěřuje se svými problémy ve škole a v rodině. Deník mu koupila matka, on jí ovšem řekl, že nechce takový dárek, na kterém je napsáno „deník“. Ale pak si do něj zapisuje svá různá dobrodružství.
Gregova matka se jmenuje Susan a otec Frank. Greg má dva bratry: staršího Rodricka, který hraje v kapele Wíbuschná Plýna (orig. Löded Diper), a mladšího Mannyho. Oba bratři Grega neustále obtěžují a šidí. Greg nemá Mannyho rád, protože když byl on v jeho věku, měl mnohem méně práv. Mnohá dobrodružství prožívá se svým nejlepším kamarádem Rowleyem Jeffersonem.
9. dubna 2019 byla vydána knížka s názvem Diary of an Awesome friendly kid: Rowley Jeferson's Journal (Deník báječného kamaráda: píše Rowley Jefferson). Popisuje, jak se Rowley s Gregem potkali a jaká dobrodružství spolu zažili. Kniha vyšla v češtině 9. května 2019.

## Vydané knihy

### Hlavní série
| Díl | Název                   | Barva         | Rok vydání |
| --- | ----------------------- | ------------- | ---------- |
| 1   | Zápisky Grega Heffleyho | červená       | 2009       |
| 2   | Rodrick je king         | tmavě modrá   | 2009       |
| 3   | Poslední kapka          | tmavě zelená  | 2010       |
| 4   | Psí život               | žlutá         | 2011       |
| 5   | Ošklivá pravda          | fialová       | 2011       |
| 6   | Ponorková nemoc         | světle modrá  | 2012       |
| 7   | Páté kolo u vozu        | hnědá         | 2013       |
| 8   | Fakt smůla              | světle zelená | 2014       |
| 9   | Výlet za všechny prachy | oranžová      | 2015       |
| 10  | Staré dobré časy        | černá         | 2016       |
| 11  | Všechna sláva...        | červeno-žlutá | 2017       |
| 12  | Výprava za teplem       | modro-zelená  | 2017       |
| 13  | Radosti zimy            | fialovo-modrá | 2018       |
| 14  | Na spadnutí             | šedo-oranžová | 2019       |
| 15  | Samá voda               | světle modrá  | 2020       |
| 16  | Velká šance             | šedo-žlutá    | 2021       |
| 17  | Wíbuch Plýny            | černo-šedá    | 2022       |
| 18  | Škola na odstřel        | zeleno-žlutá  | 2023       |
| 19  | Recept na katastrofu    | červeno-bílá  | 2024       |
| 20  | Partypooper             | růžovo-hnědá  | 2025       |

### Deník báječného kamaráda
| Díl | Název                                                       | Barva    | Rok vydání |
| --- | ----------------------------------------------------------- | -------- | ---------- |
| 1   | Deník báječného kamaráda: píše Rowley Jefferson             | červená  | 2019       |
| 2   | Dobrodružství báječných kamarádů                            | oranžová | 2020       |
| 3   | Strašidelné historky báječného kamaráda Rowleyho Jeffersona | fialová  | 2021       |

### Audioknihy
| Díl | Název                   | Rok vydání | Vydavatelství | Dabing       |
| --- | ----------------------- | ---------- | ------------- | ------------ |
| 1   | Zápisky Grega Heffleyho | 2013       | CooBoo        | Václav Kopta |
| 2   | Rodrick je king         | 2014       | CooBoo        | Václav Kopta |
| 3   | Poslední kapka          | 2015       | CooBoo        | Václav Kopta |
| 4   | Psí život               | 2016       | CooBoo        | Václav Kopta |
| 5   | Ošklivá pravda          | 2017       | CooBoo        | Václav Kopta |
| 6   | Ponorková nemoc         | 2018       | CooBoo        | Václav Kopta |
| 7   | Páté kolo u vozu        | 2019       | CooBoo        | Václav Kopta |
| 8   | Fakt smůla              | 2021       | Voxi          | Václav Kopta |
| 9   | Výlet za všechny peníze | 2021       | Voxi          | Václav Kopta |
| 17  | Wíbuch Plýny            | 2023       | Voxi          | Václav Kopta |
| 10  | Staré dobré časy        | 2023       | Voxi          | Václav Kopta |
| 18  | Škola na odstřel        | 2024       | Voxi          | Václav Kopta |
| 11  | Všechna sláva...        | 2024       | Voxi          | Václav Kopta |
| 12  | Výprava za teplem       | 2025       | Voxi          | Václav Kopta |
| 19  | Recept na katastrofu    | 2025       | Voxi          | Václav Kopta |

## Hlavní postavy
- Gregory „Greg“ Heffley – vypravěč, žák 2. stupně základní školy kterého Kinney popisuje jako „sebevědomého“ a „pomýleného“.
- Frank Heffley – Gregův otec. Stále chce, aby Greg sportoval a „stal se chlapem“, a nerad se v ničem vzdává. Nemá rád Rodrickovu kapelu.
- Susan Heffleyová – Gregova matka. Často Grega nechtěně přivádí do rozpaků, a ztrapňuje ho.
- Rodrick Heffley – Starší bratr Grega a Mannyho, který je hrubý a hraje na bicí ve své heavy-metalové kapele Wíbuschná Plýna. Obvykle se vyznačuje tím, že si z Grega dělá legraci, bydlí v suterénu Heffleyovic domu.
- Manny Heffley – Gregův mladší bratr
- Rowley Jefferson – Gregův nejlepší kamarád
- Holly Elizabeth Hillsová – čtvrtá nejhezčí holka Gregova ročníku a jeho tajná láska.
- Heather Hillsová – nejhezčí holka na celé škole, sestra Holly Hillsové, tajná láska Grega a Rodricka.
- Fregley – otravný a velice zvláštní kluk, který bydlí napůl cesty od Grega k Rowleymu, a Greg po cestě za Rowleym na něj často narazí.
- Chirag Gupta  - jeden z Gregových kamarádů, na kterého jednou provedl trik, když Greg (později celá škola) předstíral, že je Chirag neviditelný, a později Greg předstíral, že Chirag ohluchl, protože všichni na něj schválně mluvili potichu.
- Patty Farrellová - Gregova spolužačka která je jeho nepřítelem.
- Chlup (orig. Sweetie) - jméno dočasného psa Heffleyových, který Grega obtěžuje. Později ho dají babičce, která ho rozmazluje a to je příčinou jeho nadváhy.
- Albert Sandy - kluk z Gregovy třídy, který vždycky vypráví nepravdivé pomluvy, obvykle proto, aby ostatní děti vystrašil.

## Filmy podle předlohy
1. Deník malého poseroutky (film)(podle knihy Deník malého poseroutky 1: Zápisky Grega Heffleyho)
2. Deník malého poseroutky 2, 2011 (podle knih Deník malého poseroutky 2: Rodrick je king a Deník malého poseroutky 3: Poslední kapka)
3. Deník malého poseroutky 3, 2012 (podle knih Deník malého poseroutky 3: Poslední kapka a Deník malého poseroutky 4: Psí život)
4. Deník malého poseroutky 4, 2017 (podle knihy Deník malého poseroutky 9: Výlet za všechny peníze)